# President’s Economic Recovery Advisory Board
Das President’s Economic Recovery Advisory Board (kurz PERAB) ist ein Beratungsgremium der Regierung der Vereinigten Staaten. Es wurde am 26. November 2008 von Präsident Barack Obama vorgestellt und am 6. Februar 2009 gegründet. Das Board wird seit seiner Gründung von dem ehemaligen Vorstandsvorsitzenden der Zentralbank, Paul Volcker, geleitet. Auf den 8. Februar 2011 legte Volcker sein Amt nieder. Das Economic Recovery Advisory Board folgt dem Modell des President’s Intelligence Advisory Board, das von Dwight D. Eisenhower 1956 eingerichtet wurde.
Aufgabe des Boards ist es, regelmäßige Berichte über die Finanzkrise und mögliche Maßnahmen gegen negative Auswirkungen derselben, zu erstellen.
Alle zwei Jahre soll überprüft werden, ob das Gremium weiter bestehen soll.

## Mitglieder
Obama und Volcker stellten am 6. Februar 2009 die Zusammensetzung des Boards vor.
- Jeffrey R. Immelt
- James W. Owens
- Robert Wolf
- Mark Gallogly[5][6][7][8]
- Penny Pritzker
- John Doerr
- Monica C. Lozano[9][10]
- Charles E. Phillips
- Richard L. Trumka
- Austan Goolsbee
- Christina Romer
- William H. Donaldson
- Laura D. Tyson
- Martin S. Feldstein
- Roger W. Ferguson, Jr.
- David F. Swensen[11]